# Élections constituantes de 1945 dans la Haute-Loire
Les élections constituantes françaises de 1945 se déroulent le 21 octobre.

## Mode de scrutin
Les députés sont élus selon le système de représentation proportionnelle suivant la règle de la plus forte moyenne dans le département, sans panachage ni vote préférentiel. Il y a 586 sièges à pourvoir.
Dans le département des Haute-Loire, quatre députés sont à élire.

## Élus
Les quatre députés élus sont :
| Identité         | Parti | Parti |
| ---------------- | ----- | ----- |
| Paul Antier      |       | PPUS  |
| Noël Barrot      |       | MRP   |
| Jean Deshors     |       | PPUS  |
| Alfred Biscarlet |       | PCF   |

## Résultats

### Résultats à l'échelle du département
| Parti          | Parti                                    | Tête de liste    | Résultats | Résultats |        |  |
| Parti          | Parti                                    | Tête de liste    | Voix      | %         | Sièges |  |
| -------------- | ---------------------------------------- | ---------------- | --------- | --------- | ------ |  |
|                | Républicaine d'action sociale (PPUS-MRP) | Paul Antier      | 66 576    | 56,17     | 3      |  |
|                | PCF                                      | Alfred Biscarlet | 21 446    | 18,10     | 1      |  |
|                | UD-SFIO                                  | Robert Mercier   | 18 013    | 15,20     | -      |  |
|                | Coalition paysanne (Rad-Soc)             | Charles Guillon  | 12 484    | 10,53     | -      |  |
|                |                                          |                  |           |           |        |  |
| Inscrits       | Inscrits                                 | Inscrits         | 155 418   | 100,00    | 4      |  |
| Votants        | Votants                                  | Votants          | 121 694   | 78,30     |        |  |
| Blancs et nuls | Blancs et nuls                           | Blancs et nuls   | 3 175     | 2,61      |        |  |
| Exprimés       | Exprimés                                 | Exprimés         | 118 519   | 97,39     |        |  |